# Batalla de Hayes Pond
La batalla de Hayes Pond, también conocido como la batalla de Maxton Field o el motín de Maxton, fue un enfrentamiento entre miembros del Ku Klux Klan (KKK) y el pueblo Lumbee en un mitin del Klan cerca de Maxton, Carolina del Norte, en la noche de18 de enero de 1958. El enfrentamiento provocó la interrupción de la manifestación y un importante cobertura mediática elogiando a los Lumbee y condenando a los miembros del Ku Klux Klan.
En 1956, James W. "Catfish" Cole, un miembro del KKK de Carolina del Sur, fundó los Caballeros de Carolina del Norte, una rama del Klan destinada a defender la segregación racial. A principios de 1958, Cole centró sus esfuerzos en defender la segregación en el condado de Robeson, Carolina del Norte, que tenía una población conformado por nativos americanos, personas de color y blancas. Muchos de los nativos eran de la recientemente reconocida tribu Lumbee, grupo que tiene sus orígenes en otros pueblos indígenas, convirtiéndose en una sola comunidad en todo el condado. Cole organizó dos quemas de cruces destinadas a asustar a los Lumbee, y programo un mitin del Klan del que esperaba una gran afluencia.
Cole y los demás miembros del KKK publicitaron ampliamente la marcha por todo el condado en un camión equipado por un altavoz para anunciar el evento. Los anuncios enfurecieron a la comunidad y algunos decidieron intentar interrumpir la reunión. Por temor a la violencia, los funcionarios policiales locales suplicaron a Cole que suspendiera sus planes, pero él se negó. El 18 de enero de 1958, Cole y unos 50 miembros del KKK, la mayoría los cuales eran seguidores suyos de Carolina del Sur, se reunieron en un campo de maíz arrendedo, cerca de Hayes Pond, un lugar adyacente a la ciudad de Maxton. Cientos de lumbees, mucho de ellos armados, llegaron y rodearon al grupo, además de burlarse de ellos. Después de un altercado que destruyo la única luminaria del campo, los Lumbee comenzaron a disparar sus armas y la mayoría de los miembros del KKK huyeron. Cole se escondió en un pantano mientras los Lumbees se apoderabban las insignias del Klan y las llevaban a Pembroke para celebrar. La policía restableció el orden en el campo y arrestó a un miembro del Ku Klux Klan.
Posteriormente, Cole y el miembro del Ku Klux Klan arrestado fueron acusados y condenados por incitar un motín. El evento fue ampliamente cubierto por la prensa local y nacional, que culpó al Klan por el desorden y elogió a los Lumbee por su acción. Cole nunca volvió a organizar otra manifestación pública en el condado de Robeson después del incidente. En 2011, el Consejo Tribal Lumbee declaró el 18 de enero  "Día Tribal de Reconocimiento Histórico".

## Trasfondo

### El condado de Robeson y la tribu Lumbee
El pueblo Lumbee del sureste de Carolina del Norte se originó a partir de varios grupos nativos americanos que se vieron muy afectados por conflictos y enfermedades infecciosas que se remontan al período de lacolonización europea. Los nativos sobrevivientes se agruparon formando una comunidad homogénea. Culturalmente, estos grupos no eran particularmente distinto de sus vecinos estadounidenses, siendo en su mayoría agrarios, compartiendo estilos similares de vestimenta, casas y música. Tambipen hablaban inglés y en su mayoría eran protestantes. Su identidad estaba arraigada en el parentesco y la ubicación compartida. A través de matrimonios mixtos adquirieron cierta ascendencia blanca y de color. En 1830 el gobierno de los Estados Unidos inició una política de expulsión de los indios, reubicando por la fuerza a las poblaciones indígenas americanas tradicionales y "tribales" en el sur de Estados Unidos más al oeste.  Los nativos del condado de Robeson, Carolina del Norte, debido a su asimilación a la cultura euroamericana, no estaban sujetos a deportación. Sin embargo, a partir de ese momento fueron objeto de cada vez más de discriminación racial.
En 1835, la Constitución de Carolina del Norte clasificó a los nativos americanos del este de Carolina como "personas libres de color". Bajo este sistema se les negó el derecho a votar, portar armas o asistir a escuelas para blancos. Durante la guerra de Secesión el Ejército de los Estados Confederados los reclutó para trabajar, aunque algunos se resistieron, lo que llevó a la Guerra de Lowry. En 1885, tras la negativa de los nativos americanos a asistir a escuelas para negros, el estado de Carolina del Norte reconoció a este grupo como croatas y estableció un sistema escolar separado para ellos. Algunas otras instalaciones del condado fueron separadas para "blancos", "negros" e "indios". En 1913, la Asamblea General de Carolina del Norte reclasificó a los indios como Cheroqui.
Cientos de nativos americanos del condado de Robeson lucharon por los Estados Unidos durante la Segunda Guerra Mundial en unidades blancas (los negros estaban segregados en diferentes grupos). Muchos regresaron con la voluntad de buscar un cambio social. A algunos de ellos, especialmente a los veteranos de guerra, no les gustaba la segregación del condado de Robeson. Otros líderes presionaron para que se adoptara un nombre único para identificar a su grupo. A principios de la década de 1950, algunos, liderados por el ministro D.F. Lowry, formaron una organización, la Hermandad Lumbee, para unir a la comunidad. El nombre elegido, "Lumbee", se derivó del río Lumber, que atravesaba el condado de Robeson. Lowry y sus partidarios argumentaron que era una etiqueta adecuada, ya que la comunidad tenía sus orígenes en varios grupos indígenas, pero todos residían cerca del río. En 1952, el nombre Lumbee fue aprobado por los nativos americanos en un referéndum, y al año siguiente la Asamblea General reconoció formalmente el nombre. En 1956, el Congreso de los Estados Unidos extendió formalmente el reconocimiento parcial a la tribu Lumbee, afirmando su existencia como una comunidad indígena pero prohibiéndoles el uso de fondos federales y servicios disponibles para otros grupos nativos americanos. Para 1958, el condado de Robeson tenía una población trirracial compuesta por aproximadamente 40,000 blancos, 30,000 nativos americanos (incluidos lumbi y tuscaroras) y 20,000 negros.

### Actividad del Ku Klux Klan
En 1954, la Corte Suprema de los Estados Unidos emitió su decisión en Caso Brown contra el Consejo de Educación, dictaminando que la segregación racial en las escuelas públicas era inconstitucional. El fallo provocó una cantidad significativa de actividad a favor de la segregación entre los blancos del sur, que formaron varios grupos para oponerse a la integración. También provocó un resurgimiento de la actividad del Ku Klux Klan (KKK). El Klan era un movimiento supremacista blanco y nativismo que buscaba defender la segregación racial. Tuvo diferentes encarnaciones organizativas formales, pero todos los grupos en general abrazaron la supremacía blanca y un compromiso con el cristianismo protestante. 
En 1956, James W. "Catfish" Cole, un exmiembro del U.S. Klans, organizó un nuevo capítulo del Klan llamado Caballeros de Carolina del Norte. Con Cole guiándolos como su "Gran Mago", celebraron su primera manifestación en la pequeña comunidad de Shannon, en el condado de Robeson Carolina del Norte, donde Cole defendió la segregación.
También comenzó a promover al Klan en la ciudad de Monroe, en el Condado de Union, donde los activistas negros de derechos civiles buscaban terminar con la segregación en las instalaciones públicas. En octubre de 1957, el grupo de Cole atacó la casa de un miembro de la Asociación Nacional para el Avance de las Personas de Color en la ciudad, pero fueron repelidos por disparos de activistas negros armados liderados por Robert F. Williams. A principios de 1958, Cole reorientó sus esfuerzos en defender la segregación en el condado de Robeson. Esperaba utilizar esta campaña para reforzar el apoyo a su organización.

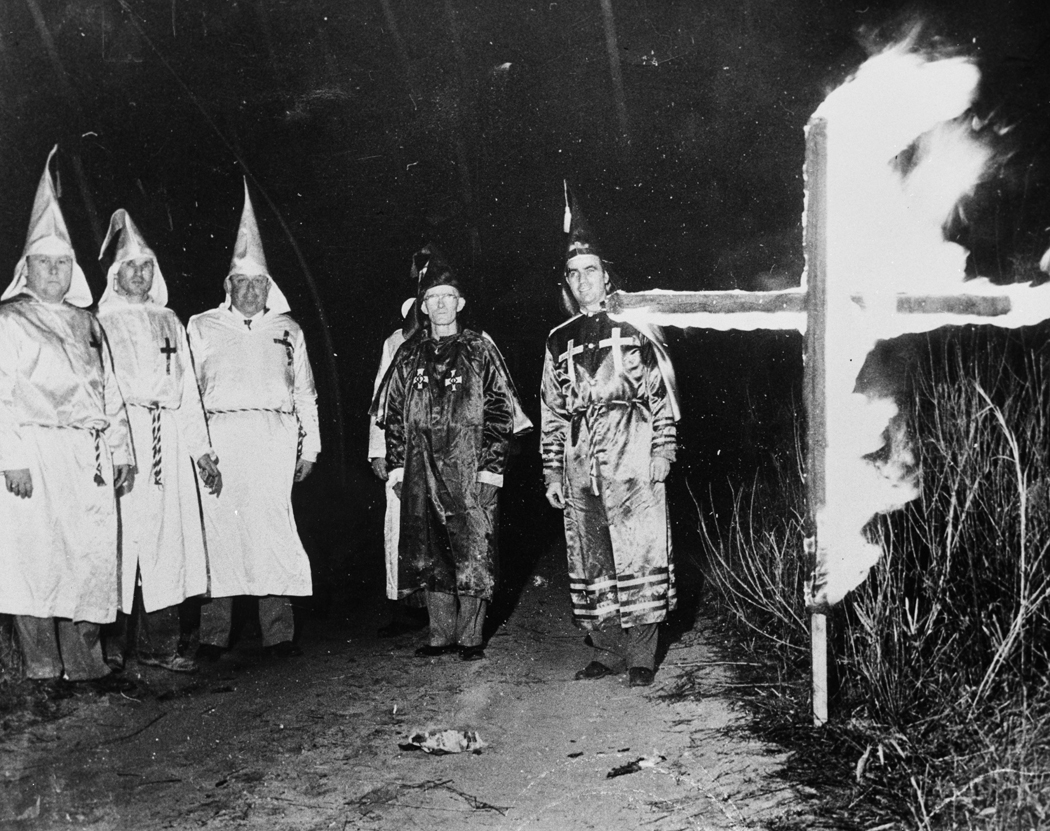
Una imagen en blanco y negro que muestra a un grupo de personas blancas vestidas con las insignias del Ku Klux Klan en un campo junto a una cruz en llamas. Esta foto probablemente fue tomada el 13 de enero de 1958 en St. Pauls o Lumberton.

El 13 de enero de 1958, Cole y varios miembros del Klan invitaron al periodista local Bruce Roberts a cubrir su itinerario de la noche en Robeson. En St. Pauls, quemaron una cruz cerca de la casa de una mujer nativa americana que estaba saliendo con un hombre blanco. También quemaron una cruz en Lumberton, cerca de la casa de una familia india que recientemente se había mudado a un vecindario blanco. Cole informó a Roberts que estaba planeando una gran manifestación del Klan el siguiente sábado por la noche en algún lugar dentro o cerca de la ciudad de Pembroke, el centro de la comunidad Lumbee de Robeson, donde condenaría el "mestizaje" de las razas.
Roberts informó sobre los acontecimientos y la manifestación prevista en la edición del 14 de enero del "Scottish Chief", el periódico de la pequeña ciudad de Maxton. Publicaciones cercanas rápidamente repitieron la historia. Cole esperaba que la manifestación atrajera a cientos o miles de miembros del Klan. Circularon rumores de que las armerías de Robeson estaban vendiendo grandes cantidades de municiones el martes, lo que generó temores de una confrontación violenta.
Un miembro del Klan entró en las oficinas del Jefe Escocés y del Lumberton Post para pedirles que publicitaran la manifestación. También publicaron folletos para mostrar sus intenciones. Para publicitar aún más el evento, Cole y otros miembros del Klan condujeron por todo el condado en un camión equipado con un altavoz, transmitiendo sus planes. Los anuncios por altavoz enfurecieron a la comunidad Lumbee.
Por temor a la violencia, el sheriff del condado de Robeson, Malcolm McLeod fue a la casa de Cole en Carolina del Sur y le suplicó que suspendiera la manifestación, pero Cole se negó,diciéndole: "Parece que no sabes cómo manejar a tu gente. Vamos a venir a mostrártelo". No se puede encontrar a alguien dispuesto a arrendarle un terreno en Pembroke, Cole alquiló un pequeño campo de maíz a un granjero blanco que vivía cerca de Hayes Pond.
Hayes Pond era un antiguo estanque de molino ubicado a lo largo de Big Shoe Heel Creek, al sur de Maxton,  aproximadamente 10 km de Pembroke. El jefe de policía de Maxton, Bob Fisher, que se oponía a la presencia del Klan, envió cartas a las autoridades estatales y federales para pedir su ayuda, mientras que la junta de comisionados de la ciudad aprobó una resolución condenando al Klan y denunciando la manifestación. En una barbería en Pembroke, un grupo de hombres Lumbee se reunieron y sugirieron confrontar a los miembros del Klan en Maxton para que no perturbaran su ciudad. A diferencia de Pembroke, Maxton tenía pocos residentes lumbee y no se consideraba un "lugar indio".
Otros Lumbees discutieron la situación en el Salón de Veteranos de Guerras Extranjeras local. Los relatos de cuán organizados estaban los Lumbees en su respuesta varían. En la década de 1960, la antropóloga Karen Blu entrevistó a varios participantes de Lumbee y ninguno mencionó los nombres de los líderes de este esfuerzo. Escribió que "un hombre" que fue citado como líder por la prensa fue frecuentemente criticado por sus encuestados por aparentemente profesar ese papel. Según la activista local Willa Robinson, los negros que trabajaban en los mismos negocios que los miembros del Klan y estaban familiarizados con el KKK dieron a los Lumbees información sobre la reunión. Organizaciones de noticias nacionales como Associated Press, United Press International y International News Syndicate. Informes elaborados impresos en Carolina del Norte y en todo el país que hablaban de violencia potencial en la manifestación.

## La Batalla
Cole programó que la manifestación comenzara a las 8:30 p. m. el 18 de enero, diciendo a sus seguidores que esperaran una multitud de al menos 500 seguidores. Alrededor de las 7 de la tarde, unos 10 miembros del Klan llegaron y estacionaron en medio del campo. Salieron de sus vehículos portando armas; uno vestía una túnica del Klan. Eran confidentes, y uno de ellos le dijo a un reportero de The News and Observer, "Tú Será mejor que tengamos cuidado. Odiaríamos dispararle al hombre equivocado".
Estuvieron presentes numerosos periodistas de periódicos locales y estatales, así como fotógrafos y algunos reporteros de radio y televisión, incluido personal de WTSB-Lumberton. Los miembros del Klan instalaron un poste de luz y un sistema de megafonía ambos conectados a un generador portátil, una pancarta adornada con las letras "KKK", y una cruz que planeaban quemarlo. El sheriff McLeod llegó con 16 ayudantes para mantener el orden. Les dijo que si los Lumbees atacaban al Klan deberían "tomarse [su] tiempo" para disolver el enfrentamiento. Una docena más de oficiales de la Patrulla de Caminos del Estado de Carolina del Norte bajo el mando del capitán Raymond Williams, algunos armados con metralletas, esperaron aproximadamente a una milla de la carretera fuera de la vista, listos para movilizarse en caso de violencia.

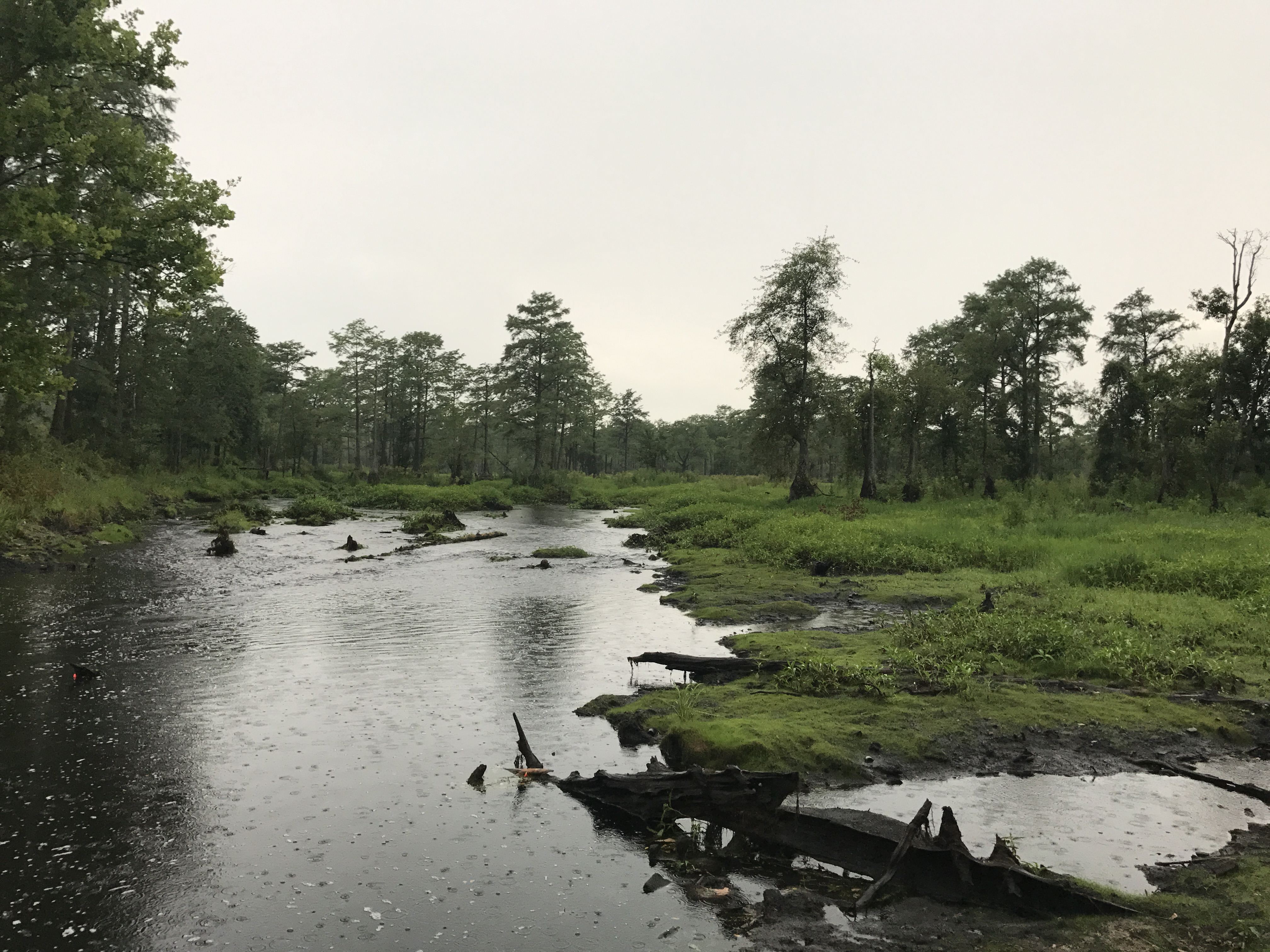
Hayes Pond, el lugar de la batalla, en 2019

En el transcurso de la siguiente hora, más miembros del Klan entraron al campo para unirse a los que ya estaban presentes. Algunos de ellos trajeron a sus esposas e hijos, aunque permanecieron en sus autos para mantener cálido. La mayoría de ellos eran de Carolina del Sur, y pocos, si es que había alguno, eran del condado de Robeson. Al mismo tiempo, los automóviles que transportaban de tres a seis lumbees cada uno comenzaron a estacionarse al costado de la carretera. Permanecieron en sus vehículos para mantenerse calientes. A las 8 de la noche, los miembros del Klan, unos 50, se dieron cuenta de que los superaban en número y se pusieron ansiosos. Cole ensayó su discurso, que condenó la integración racial, mientras el sistema de megafonía tocaba himnos cristianos. Aproximadamente a las 8:15 p. m., los Lumbees salieron de sus vehículos y comenzaron a correr hacia el campo. El historiador Christopher Oakley estimó que estaban presentes entre 300 y 400 lumbees, la mayoría de ellos hombres.
La historiadora Malinda Maynor Lowery enumeró la presencia de 500 hombres lumbee, muchos de ellos veteranos de la Segunda Guerra Mundial, y 50 mujeres.
Algunos recuerdan que había 1,000 nativos americanos presentes. Muchos de los hombres estaban armados con rifles, escopetas, pistolas y cuchillos. Cuando los Lumbees se acercaron, comenzaron a burlarse del Klan, gritando "¡Queremos a Cole!" y "¡Maldito sea el KKK!". Los miembros del Klan respondieron llamando a los Lumbees "medio negros". McLeod llevó a Cole a un lado y le dijo: "Bueno, ya sabes cómo son las cosas. No puedo controlar a la multitud con los pocos hombres que tengo. No te estoy diciendo que no celebres una reunión, pero ya ves cómo es". Según el reportero de The News and Observer Charles Craven, Cole le dijo al sheriff: "Quiero sacar a mi esposa y a mis bebés... Alguien va a buscarlos". ellos...mi pequeño bebés."

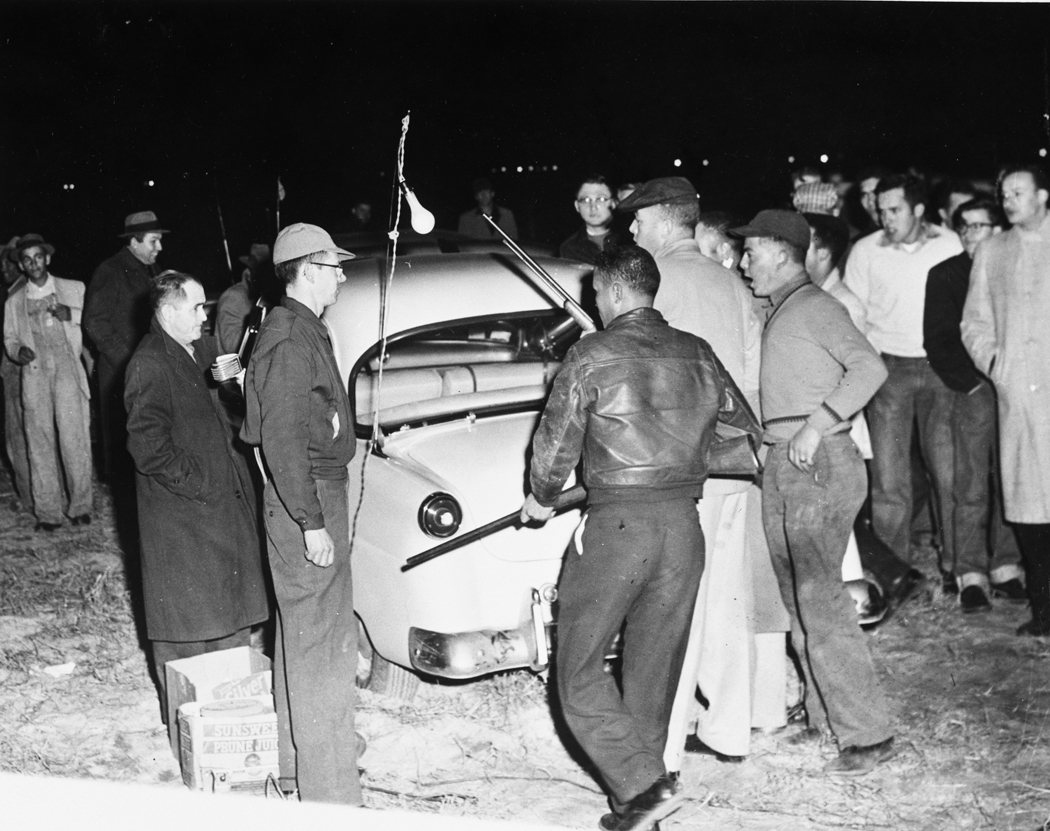
Lumbees enfrentándose a miembros del Klan alrededor del poste de luz

Cole se negó a suspender la reunión y, a las 8:25, la mayoría de los miembros del Klan y Lumbee habían dado vueltas alrededor del poste de luz. Las fuentes no están de acuerdo sobre cómo comenzó el enfrentamiento físico. Según Oakley, poco antes de las 8:30 dos jóvenes lumbee corrieron hacia adelante, destrozaron el poste de luz y apagaron el sistema de megafonía. Esto sumergió el campo en la oscuridad y provocó un silencio momentáneo. Según Sanford Locklear, él y su cuñado, Neil Lowry, se acercaron a Cole y le preguntaron por qué estaba allí. Cole dijo: "Venimos a hablar con esta gente", a lo que Locklear respondió: "Bueno, no irás a hablar con esta gente esta noche". Cole reafirmó su intención de hablar, lo que Locklear volvió a rechazar. Locklear luego empujó a Cole con su rifle y le dijo: "Y no te muevas. Si lo haces, bueno, te mataré". Lowry luego apagó la luz del poste y Locklear pateó el sistema de megafonía. Los informes periodísticos iniciales sobre el asunto afirmaron que un tal Lumbee rompió la luz con la culata de su escopeta, y esta versión correspondía a fotografías de los medios. Newsweek fue la primera publicación en informar que la luz había sido apagada.
Luego, los Lumbee comenzaron a disparar sus armas, principalmente al aire y comenzaron a gritar. Algunos dispararon contra los neumáticos de los autos de los miembros del Klan. Los fotógrafos de noticias comenzaron a tomar fotografías de la conmoción que siguió. Cole se retiró rápidamente al pantano cercano, dejando atrás a su esposa, Carolyn, y sus tres hijos. Según Oakley, la mayoría de los miembros del Klan hicieron lo mismo, mientras que Lowery escribió que muchos de ellos se subieron a sus autos y se alejaron erráticamente en un intento de escapar, algunos chocando contra zanjas. Carolyn quedó atascado en una zanja; La tradición oral lumbee sostiene que tuvieron que ayudarla a empujar su auto, mientras que Craven recordó haberla visto huir con sus tres hijos mientras varios hombres lumbee "tenían" en broma sacar su auto de la rodera.

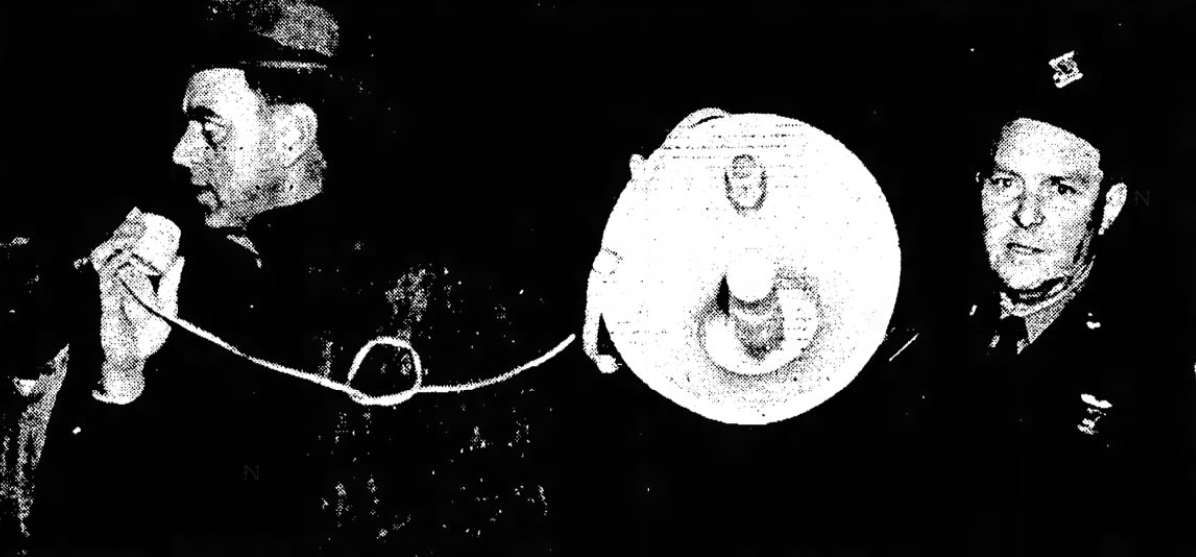
Sheriff Malcolm McLeod (izquierda) y Capitán Raymond Williams (derecha) instando a la multitud a dispersarse

Los agentes del sheriff del condado de Robeson dispararon dos granadas de gas lacrimógeno en un intento de dispersar a la multitud. Varios minutos más tarde, Williams condujo a los agentes de la patrulla de carreteras al campo y restableció el orden. McLeod anunció por altavoz que todavía había tiempo para volver a casa y ver Gunsmoke en la televisión. También encontró a miembros del Klan escondidos entre la maleza y los dirigió fuera del área. A las nueve de la noche, el viento había disipado los gases lacrimógenos y la multitud había sido despejada. La policía confiscó dos baúles llenos de armas de fuego de los Lumbees y los miembros del Klan. James Garland Martin, un miembro del Klan que sirvió como sargento de armas de Cole,fue encontrado por un agente tirado en una zanja.y posteriormente arrestado por ebriedad en público y portar un arma oculta. Cole permaneció escondido durante dos días.
Cuatro miembros del Klan recibieron heridas leves de bala durante el asunto. Tres reporteros también resultaron heridos, al igual que un Lakota Ejército de los Estados Unidos soldado que había viajado desde Fort Bragg para presenciar los hechos.
Después de que cesó el tiroteo, varios Lumbees hablaron con la prensa y posaron para fotografías. Algunos tomaron el sistema de megafonía del Klan. Simeon Oxendine, un veterano de la Segunda Guerra Mundial e hijo del alcalde de Pembroke, y Charlie Warriax, robaron la pancarta del KKK. Más tarde esa noche, los Lumbees celebraron en Pembroke, conduciendo en una caravana y marchando por las calles antes de reunirse frente a la estación de policía en Pembroke para colgar y quemar una efigie de Cole.
Oxendine y Warriax condujeron a la ciudad de Charlotte, Carolina del Norte con la pancarta del KKK y y entró en las oficinas de The Charlotte Observer poco después de la medianoche. Le dieron una entrevista al reportero de turno y posaron con la pancarta en el estudio de fotografía. Una fotografía del rodaje de Oxendine y Warriax envuelta en la pancarta se envió a otros periódicos a través del cable de Associated Press y se publicó una semana después en una página completa en Life.

## Consecuencias

### Reacciones
La comunidad negra local se mostró satisfecha con los resultados del enfrentamiento, mientras que la comunidad blanca se sintió aliviada. El gobernador de Carolina del Norte Luther H. Hodges respondió al incidente llamando al sheriff McLeod y al alcalde de Pembroke, J. C. Oxendine, para asegurarles su ayuda si la situación lo requería. Luego emitió una declaración al público, condenando al Ku Klux Klan como un grupo violento. y afirma que la responsabilidad del desorden "recae directamente" en los líderes del Klan. Otros observadores blancos, tanto a nivel local como nacional, tenían sentimientos encontrados sobre la responsabilidad, expresando simpatía por las acciones de los Lumbees pero sugiriendo que los derechos de la Primera Enmienda de Cole pueden haber sido violados.
El alcalde Oxendine recibió telegramas, cartas y llamadas telefónicas de aprobación de estadounidenses nativos y no indígenas de todo Estados Unidos. El gobernador de Alabama Jim Folsom emitió una declaración que decía: "El hombre blanco ha maltratado a los indios durante 400 años. Esta es una ocasión en la que me alegro de ver y espero que los indios sigan golpeando el rostro pálido".
El día después de la manifestación fallida, grandes periódicos de Carolina del Norte como "The News and Observer" y "The Charlotte Observer" publicaron artículos sobre el enfrentamiento. La mayoría era favorable a los Lumbees y retrataba a los miembros del Klan como antagonistas. Los informes iniciales en los periódicos estatales y nacionales fueron melodramáticos y retrataron a los Lumbees usando estereotipos asociados con los indios de las llanuras occidentales. El Santa Fe New Mexican identificó erróneamente a los Lumbees como parte de la banda oriental de Indios Cheroqui. Los medios locales del condado de Robeson no publicaban los domingos, por lo que no fue hasta más tarde en la semana que el Scottish Chief y The Robesonian publicaron sus informes.  Sus historias cubrieron el asunto y los acontecimientos anteriores en detalle y evitaron el uso de caricaturas, tratando a los Lumbees como a otros residentes de la comunidad. El 23 de enero, el periódico Scottish Chief publicó un editorial titulado "Dejando las cosas claras", que criticaba el sensacionalismo nacional, diciendo que "con demasiada frecuencia los medios informativos buscan un ángulo colorido para una historia y, al hacerlo, amplían o añaden al hechos."
Los editoriales locales se pusieron del lado de los Lumbees, enmarcando el enfrentamiento como un conflicto entre lugareños y forasteros, aunque el consejo editorial de The Robesonian minimizó el descontento local con la segregación, proclamando que no había "ninguna ruptura racial" entre los nativos americanos y los blancos en el condado. Artículos editoriales de todo Estados Unidos ridiculizaron al Klan por su comportamiento. La Liga Antidifamación informó que el asunto "provocó una oleada de risas en todo el país". Reflexionando sobre los elogios nacionales por las acciones de los Lumbees en Hayes Pond en contraste con la silenciosa respuesta a la resistencia armada negra contra el KKK en Monroe en 1957, Robert Williams escribió: "La prensa nacional exaltó la lucha entre el Indio y el Klan porque no consideramos que esto sea una gran amenaza (los indios son una pequeña minoría y la gente podría reírse del incidente como si fuera una broma sentimental), pero nadie quería que los negros tuvieran la impresión de que ésta era una forma aceptada de lidiar con el Klan.

### Procedimientos legales
El 20 de enero, el sheriff McLeod declaró que buscaría el arresto de Cole por el desorden. Al día siguiente, un gran jurado del condado de Robeson acusó a Cole, Martin y otros desconocidos para el estado de incitar a un motín. Cole, que entonces estaba en Carolina del Sur, pagó la fianza, declaró su intención de luchar contra la extradición a Carolina del Norte y dijo que organizaría una nueva manifestación, diciendo: «Será la mayor manifestación que haya tenido el Klan. Espero que haya Hay más de 5,000 miembros del Klan allí y probablemente más miembros del Klan en todo el Sur están bastante molestos», lo cual nunca ocurrió. Cole finalmente fue extraditado con el permiso del gobernador de Carolina del Sur y retenido bajo fianza.
El 23 de enero, Martin fue juzgado por los cargos de embriaguez y armas ocultas ante el Tribunal de Registro en Maxton por la jueza interina Lacy Maynor, la segunda nativa americana del condado de Robeson en ser elegida. a un juicio. Martin denunció al Klan por abandonarlo en el campo y prometió que abandonaría la organización. Maynor pensó que las circunstancias de la situación eran "trágicas" y le dio a Martin una sentencia suspendida de 60 días y una multa de 60 dólares. En su sentencia, el juez le dijo: "Usted ha ayudado a lograr publicidad a nivel nacional para personas que no quieren ese tipo de publicidad, que sólo quiere crear una comunidad que sea un activo para nuestra nación. Si su organización tuviera algo que valga la pena ofrecer, estaríamos felices de tenerlo. Pero la historia de su organización demuestra que no tiene nada que ofrecer".
Cole y Martin enfrentaron cargos de disturbios en el Tribunal Superior del condado de Robeson en Lumberton. Cole argumentó en su defensa que había alquilado legalmente el campo, tenía derecho a realizar una manifestación y que los Lumbees habían provocado la situación mientras McLeod había proporcionado una seguridad inadecuada. Los fiscales argumentaron que el Klan había agravado el sentimiento público al quemar cruces en el condado y emplear discursos incendiarios, presentó la manifestación como un evento público (por lo tanto no era una reunión privada) y que, según declaraciones de Martin, había alentado Los miembros del Klan traerán armas con ellos. Alrededor de 350 lumbees se sentaron en la galería durante el juicio. El fiscal le preguntó al jurado: "Caballeros, será mejor que detengan esto. Si no lo hacen, habrá más derramamiento de sangre". En marzo, el jurado declaró culpables a Martin y Cole. El juez impuso a Cole la sentencia más estricta de 18 a 24 meses de prisión, mientras que a Martin se le impuso un castigo menor. Cole apeló su caso y quedó en libertad bajo fianza en espera de su reconsideración.

### Impacto para el Ku Klux Klan
Cole nunca organizó otra manifestación pública en el condado de Robeson después del incidente. The News & Observer informó que se llevó a cabo una manifestación del Klan en el condado en 1984. A raíz de los arrestos de Cole y Martin, así como de algunos desacuerdos sobre las finanzas de la organización, algunos miembros de los Caballeros de Carolina del Norte se separaron y crearon sus propios capítulos del Klan. Cole intentó cambiar el nombre de su organización como militante, "equipo de combate", y utilizó esto para reclutar nuevos miembros en todo el estado con cierto éxito. En toda Carolina del Norte, los líderes del Klan dijeron a sus miembros que esperaran resistencia armada a su trabajo y que se prepararan en consecuencia. A principios de 1959, Cole fue arrestado en Carolina del Sur por hacerse pasar por un investigador privado y poco después perdió su apelación en Carolina del Norte por el cargo de disturbios y fue encarcelado. Su encarcelamiento redujo el reclutamiento del Klan y, aunque los Caballeros de Carolina del Norte eligieron un nuevo gran mago para reemplazarlo, la vigilancia coordinada por la Oficina de Investigación del Estado y otras agencias, alentadas por Hodges, condujo a una disminución de la membresía del Klan. Las organizaciones del KKK de Carolina del Norte resurgieron más tarde a mediados de la década de 1960.
En 1966, miembros del Klan declararon su intención de realizar otra manifestación en el mismo campo cerca de Maxton, provocando la ira de los Lumbees. Las autoridades estatales recibieron informes de que los Lumbees estaban acumulando armas, y un tribunal superior emitió una orden judicial, prohibiendo la reunión. Las impugnaciones del Klan a la orden fueron desestimadas. Bob Jones, Gran Dragón de los Caballeros de Carolina del Norte dijo a la prensa: "Queremos aliarnos con los indios y ver que obtenga algunos derechos civiles del gobierno. Los indios nunca han tenido un aliado y si vamos a dar derechos civiles a los negros, se los vamos a dar a los indios". Simeon Oxendine desestimó estos comentarios y dijo: "No creo que Jones esté en la posición dar nada a nadie. Creo que la constitución nos otorga nuestros derechos", y los nativos americanos del condado no aceptaron la invitación.

## Legado y conmemoración
El enfrentamiento ha sido generalmente recordado bajo dos apodos: la "Batalla de Hayes Pond" o la "Batalla de Maxton Field". Los medios lo denominaron los "disturbios de Maxton". El incidente atrajo la atención nacional hacia el pueblo Lumbee, y el historiador de Lumbee Adolph Dial dijo más tarde: "Hasta lo del Klan, la gente ni siquiera sabía que existían los Lumbee". Después de la batalla, la mayoría de los lumbees la recordaron como un asunto puramente local y una acción de autodefensa de su comunidad frente a forasteros hostiles; no lo vieron como una protesta simbólica, un intento de ganar atención nacional o como un componente del movimiento estadounidense por los derechos civiles más amplio. Los blancos locales también tendían a ver la manifestación del Klan como obra de forasteros de Carolina del Sur. En 1958, la cantante folk radicada en California Malvina Reynolds escribió una canción sobre el incidente, titulada "La batalla de Maxton Field", que satirizaba al Klan, y luego fue versionada por un músico folk. Pete Seeger al éxito comercial.

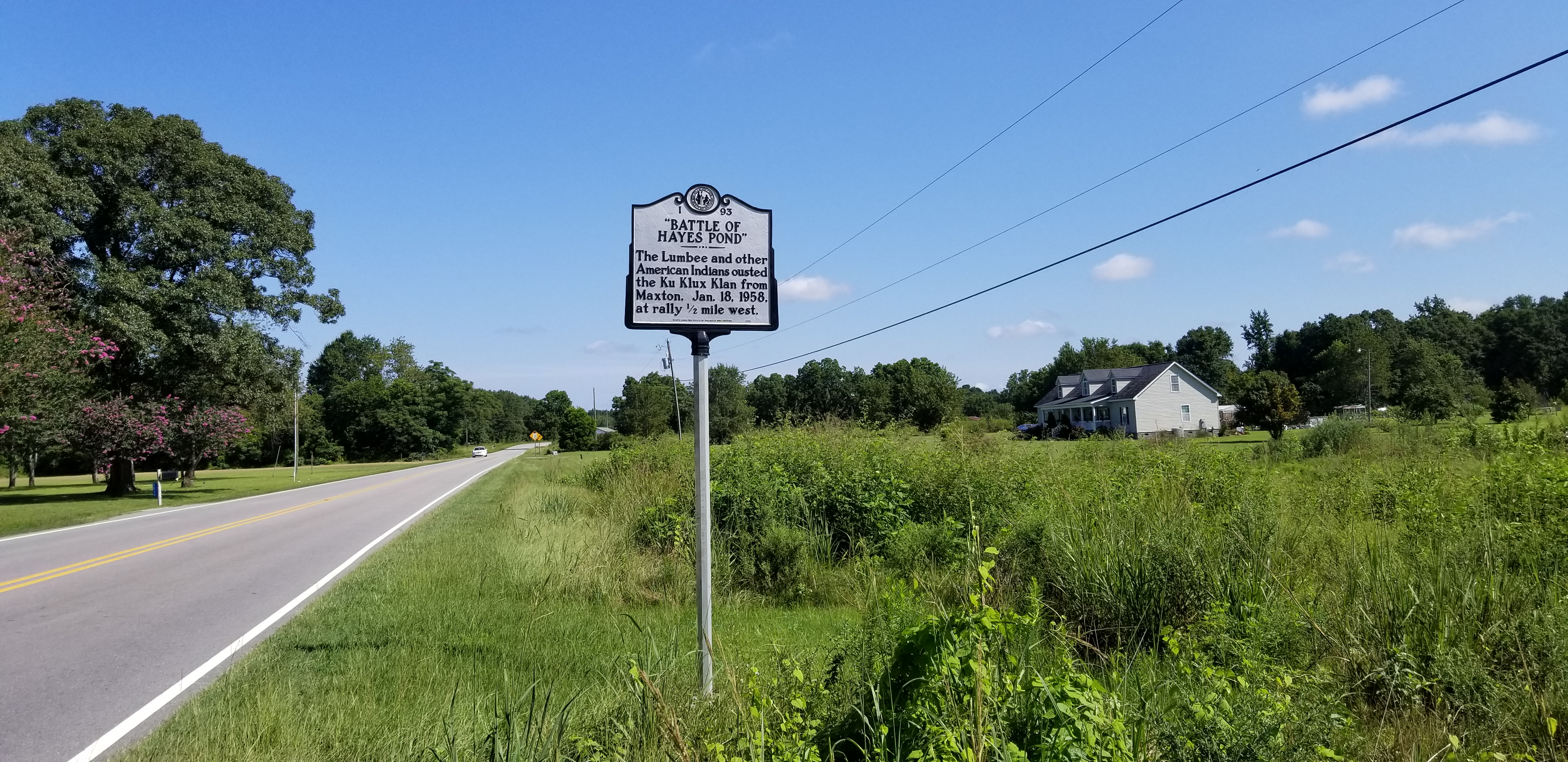
Una imagen de un marcador de la carretera en una zona rural que dice "Batalla de Hayes Pond: Los lumbee y otros indios americanos se atrevieron a Ku Klux Klan desde Maxton el 18 de enero de 1958, en un mitin a media milla al oeste"

Desde 1958, varios autores lumbee han escrito relatos de la batalla, y la tribu Lumbee incluyó un recuento en su petición de 1987 para el reconocimiento federal total ante la Oficina de Asuntos Indígenas.
Los periódicos de Carolina del Norte han citado periódicamente el enfrentamiento en sus debates sobre el Klan y la supremacía blanca. En 2003, la tribu Lumbee entregó una medalla de honor a 100 "Guerreros Lumbee" (personas verificadas que participaron en la batalla de Hayes Pond). En 2011, el Consejo Tribal Lumbee aprobó una ordenanza que declaraba el 18 de enero "Día Tribal de Reconocimiento Histórico". El 26 de junio de 2018, Carolina del Norte erigió un marcador histórico de la carretera en la convergencia de la carretera NC 130 y Maxton Pond Road cerca de Maxton para conmemorar el evento.
En octubre de 2021, el político Charles Graham, un lumbee del condado de Robeson, publicó un anuncio en vídeo para su campaña de 2022 en 9.º distrito del Congreso de Carolina del Norte que relataba la batalla.
El video se volvió viral en Internet y obtuvo más de 4 millones de visitas en 24 horas,  y 8 millones en tres días en las plataformas de redes sociales Twitter, Facebook y TikTok, convirtiéndose en el anuncio del Congreso más visto de la historia. Graham dijo que utilizó el evento en su campaña para mostrar "la historia en la que personas de todos los ámbitos de la vida se unieron para enfrentarse al mal absoluto".